# On the Wrong Planet
On the Wrong Planet – album nagrany wspólnie przez Johna Portera i Agatę Karczewską, wydany 16 czerwca 2023 roku przez wytwórnię Mystic Production. Był promowany trzema singlami: "Devil in You", "Three Morning Whiskey In" i tytułowym "On the Wrong Planet". Duet za tę płytę zdobył Fryderyka 2024 w kategorii Album Roku Blues.

## Lista utworów
Informacje pochodzą z serwisu Apple Music.
| Lp | Tytuł                                 | Kompozytor                    | Autor tekstu                  | Długość trwania |
| -- | ------------------------------------- | ----------------------------- | ----------------------------- | --------------- |
| 1  | 3 Morning Whiskey in                  | John Porter, Agata Karczewska | John Porter, Agata Karczewska | 3:17            |
| 2  | Devil in You                          | John Porter, Agata Karczewska | John Porter, Agata Karczewska | 5:03            |
| 3  | News                                  | John Porter, Agata Karczewska | John Porter, Agata Karczewska | 4:32            |
| 4  | Summer '70                            | John Porter, Agata Karczewska | John Porter, Agata Karczewska | 3:19            |
| 5  | Personal Hell                         | John Porter, Agata Karczewska | John Porter, Agata Karczewska | 2:39            |
| 6  | Breathing Fire                        | John Porter, Agata Karczewska | John Porter, Agata Karczewska | 3:06            |
| 7  | Raven Hair                            | John Porter, Agata Karczewska | John Porter, Agata Karczewska | 2:50            |
| 8  | Broken Glass                          | John Porter, Agata Karczewska | John Porter, Agata Karczewska | 2:37            |
| 9  | This World Isn't Crazy About Me Today | John Porter, Agata Karczewska | John Porter, Agata Karczewska | 3:28            |
| 10 | Love Doesn't Come Here Anymore        | John Porter, Agata Karczewska | John Porter, Agata Karczewska | 3:52            |
| 11 | On the Wrong Planet                   | John Porter, Agata Karczewska | John Porter, Agata Karczewska | 4:22            |